# Conflitos tribais sudaneses
Os conflitos tribais são conflitos não-estatais que ocorrem no sul do território do Sudão e no Sudão do Sul (desde a sua independência em 2011) entre tribos nômades rivais tanto no Sudão como no Sudão do Sul. As lutas tribais por causa dos recursos limitados de necessidades básicas - como água potável, terras férteis e gado - são comuns na região, especialmente no Sudão do Sul devido ao seu clima semiárido. Algumas das tribos envolvidas nestes confrontos têm sido os messirias, maalia, rizeigat e tribos árabes bani hussein que habitam Darfur e Cordofão Ocidental, e etnias africanas dinca, nuer e murle que habitam o Sudão do Sul.
A região continua instável a medida que se situa entre os muçulmanos de Darfur, atualmente enfrentando uma guerra civil, e o novo estado independente do Sudão do Sul. Anteriormente, a região sofreu durante 22 anos pela Segunda Guerra Civil Sudanesa, que foi encerrada em 2005, e as lutas entre as tribos messiria e rizeigat em 2008.
Ao longo dos anos, confrontos entre milícias étnicas rivais resultaram num grande número de vítimas e centenas de milhares de pessoas deslocadas. Nos últimos anos, os confrontos particularmente violentos eclodiram em 1993 entre Jikany Nuer e Lou Nuer no Alto Nilo, em 2009-2012 entre Lou Nuer e Murle em Juncáli e em 2013-2014 entre Maalia, Rizeigat, Messiria, Salamat e Bani Hussein em Darfur e Cordofão Ocidental.
No Sudão do Sul, região que foi declarada em 2010, quando ainda fazia parte do Sudão, como o lugar com mais fome no planeta, as guerras tribais se sobrepõem com vários anos de más colheitas e falta de chuvas e de sementes causando uma escassez brutal de recursos. Ações paliativas do governo sudanês, em parte culpando a crise econômica mundial, foram insuficientes e isoladas.